# دانيال ماكاي
دانيال ماكاي (بالإنجليزية: Daniel MacKay)‏ هو لاعب كرة قدم بريطاني في مركز نصف الجناح، ولد في 20 أبريل 2001 في غلاسكو في المملكة المتحدة. لعب مع نادي إنفرنيس.

## وصلات خارجية
- دانيال ماكاي على موقع الاتحاد الإسكتلندي (الإنجليزية)
- دانيال ماكاي على موقع قاعدة بيانات كرة القدم.إي يو (الإنجليزية)
- دانيال ماكاي على موقع Soccerbase.com (لاعب) (الإنجليزية)